# 1903
1903 (MCMIII) byl rok, který dle gregoriánského kalendáře započal čtvrtkem.

## Události

### Česko
- František Křižík vybudoval první elektrifikovanou železnici v Rakousko-Uhersku na trati Tábor – Bechyně.
- 21. června byl slavnostně zahájen provoz na železniční trati Slavonice–Schwarzenau.
- 13. října – v Bohumíně byl zahájen provoz parní tramvaje, při této příležitosti byl ukončen provoz koňské tramvaje.
- 25. listopadu až 12. prosince proběhl v Praze soudní proces s funkcionáři zkrachovalé Svatováclavské záložny.
- Začíná stavba Vyšehradského tunelu, který byl dokončen v roce 1905.
- 6. prosince byl založen klub HC Sparta Praha pod názvem AC Sparta Praha

### Svět
- Britský král Eduard VII. se stal 1. ledna indickým císařem.
- Americký prezident Theodore Roosevelt podepsal smlouvu, podle které USA na dalších 100 let získaly kontrolu nad Panamským průplavem.
- březen – kolumbijská sopka Galery de Zamba způsobila svým výbuchem velké škody.
- 19. dubna – došlo k velkému masovému pogromu na Židy v Kišiněvě.
- 16. června – Henry Ford založil automobilku Ford Motor Company (Fordovy automobilové závody), výroba začíná v Deabornu a model A se prodává za 750 dolarů.
- 4. srpna – Ve Vatikánu byl novým papežem zvolen Guiseppe Sarto, který přijal jméno Pius X.
- 3. listopadu – začala revoluce v Panamě, která skončila odtržením Panamy od Kolumbie.
- 6. listopadu – uznávaly USA formálně samostatnou Panamskou republiku.
- Peugeot začal s výrobou motocyklů.
- Pepsi-Cola zahájila výrobu registrací své obchodní značky v USA.
- byla založena Americká asociace politických věd.
- započata výroba motocyklů Harley-Davidson.
- Režisér Edwin S. Porter (1869 – 1941) natočil film Velká železniční loupež, který je považován za první western.

## Vědy a umění
- 3. listopadu – holandský fyzik Willem Einthoven předvedl přístroj elektrokardiograf.
- 12. listopadu – Henri Juillot obletěl svou vzducholodí Eiffelovu věž v Paříži a podnikl let o délce asi 55 km.
- 23. listopadu – Italský tenorista Enrico Caruso debutoval v Metropolitní opeře rolí vévody ve Verdiho opeře Rigoletto.
- 1. prosince – V New Yorku měl premiéru první filmový western (němý) Velká vlaková loupež Great Train Robbery, natočený pro Edison Manufacturing Company.
- 17. prosince – Letoun Kitty Hawk bratří Wrightů, pilotovaný Orwillem Wrightem, úspěšně opakovaně vzlétl.
- Hendrik Lorentz objevil Lorentzovu transformaci.
- Thomas Alva Edison patentoval rotační pec pro výrobu cementu.
- W. L. Nash objevil Papyrus Nash.

## Nobelova cena
- Nobelova cena za fyziku – Henri Becquerel za objev spontánní radioaktivity a Pierre Curie a Marie Curie za výzkum záření objeveného prof. Henri Becquerelem
- Nobelova cena za fyziologii a lékařství – Niels Ryberg Finsen za objev metody léčení nemocí (zejména pak lupus vulgaris) pomocí koncentrovaných paprsků světla
- Nobelova cena za chemii – Svante Arrhenius za elektrolytickou teorii disociace (viz iont)
- Nobelova cena za literaturu – Bjørnstjerne Bjørnson
- Nobelova cena za mír – William Randal Cremer

## Sport
- Gustav Frištenský se stává mistrem Evropy v zápase.
- konal se 1. ročník Tour de France.

## Narození
Viz též Kategorie:Narození v roce 1903 — automatický abecedně řazený seznam

### Česko

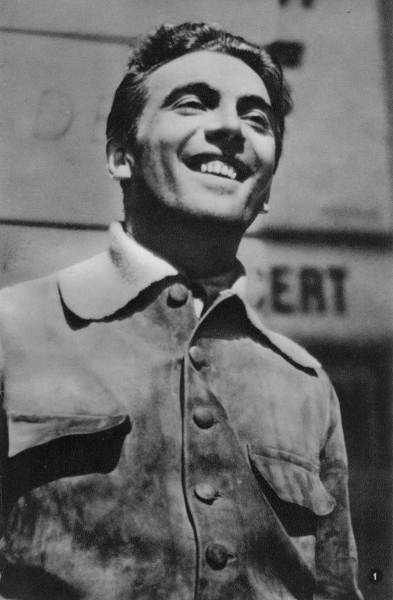
Julius Fučík (* 23. února)

- 1. ledna – Kurt Spielmann, německy hovořící architekt († 1943)
- 3. ledna – Jaroslav Kábrt, vysokoškolský pedagog, veterinární lékař († 6. února 2007)
- 11. ledna – Ilse Weberová, básnířka a spisovatelka knížek pro děti († 6. října 1944)
- 12. ledna – Miloslav Jareš, rozhlasový, divadelní a filmový režisér († 18. července 1980)
- 15. ledna – Jan Wimmer, fotbalový reprezentant († 1986)
- 17. ledna – Vladimír Eliáš, odbojář († 8. května 1945)
- 22. ledna – Josef Gemrot, lidovecký poslanec († 8. května 1945)
- 27. ledna – Vladimír Krychtálek, proněmecký novinář († 8. dubna 1947)
- 28. ledna
  - Božena Komárková, filozofka a teoložka († 27. ledna 1997)
  - Božena Folkmanová, zooložka a parazitoložka († 27. září 1960)
- 29. ledna
  - Jindřich Schwarzenberg, vévoda krumlovský († 18. června 1965)
  - Eduard Urx, komunistický politik a básník († 20. dubna 1942)
- 4. února – Josef Veverka, politik, oběť komunistického režimu († 8. října 1971)
- 6. února – Hubert Slouka, astronom a popularizátor astronomie († 14. září 1973)
- 16. února – Ludwig Eichholz, sudetoněmecký politik († 3. května 1964)
- 20. února – Karel Janeček, skladatel a hudební teoretik († 4. ledna 1974)
- 23. února
  - Julius Fučík, spisovatel († 8. září 1943)
  - Julius Dolanský, literární historik a politik († 26. dubna 1975)
- 24. února – Ludvika Smrčková, sklářská výtvarnice, grafička a malířka († 20. ledna 1991)
- 25. února – Imrich Karvaš, československý ekonom a politik († 20. února 1981)
- 1. března – Bohumil Durdis, vzpěrač
- 2. března – Hana Wichterlová, sochařka († 29. srpna 1990)
- 3. března – Stanislav Budín, levicový novinář a spisovatel († 12. srpna 1979)
- 7. března – Wolfgang Dorasil, sudetoněmecký hokejista († 21. března 1964)
- 17. března
  - Josef Augusta, paleontolog a popularizátor vědy († 4. února 1968)
  - Vladimír Kolátor, divadelní režisér, dramaturg, autor a překladatel († 18. srpna 1986)
- 20. března – František Vlček, generální vikář litoměřické diecéze († 12. listopadu 1989)
- 21. března – Jaroslav Novotný, filmový režisér a dokumentarista († 10. června 1976)
- 31. března – Frank Tetauer, dramatik a spisovatel († 15. prosince 1954)
- 2. dubna – Jaromír Hořejš, básník,dramatik a překladatel († 2. prosince 1961)
- 5. dubna – Karel Šlenger, malíř – samouk († ? 1981)
- 27. dubna – Jan Javorský, akademický malíř, ilustrátor a grafik († ?)
- 4. května
  - Stanislav Mašata, varhaník a skladatel († 10. června 1948)
  - Ludvík Svoboda, marxistický filozof a diplomat († 3. srpna 1977)
- 6. května – Hermann Grab, klavírní virtuos, německy píšící spisovatel a právník († 2. srpna 1949)
- 7. května – Oldřich Friš, indolog († 14. ledna 1955)
- 15. května – Anny Ondráková, filmová herečka († 28. února 1987)
- 24. května – Jindřich Halabala, nábytkový designér († 18. listopadu 1978)
- 1. června – Alois Hořínek, lidovecký politik († 20. srpna 1980)
- 2. června – Vlastislav Antonín Vipler, dirigent a [hudební skladatel († 4. června 1971)
- 5. června – Adolf Adámek, důstojník a entomolog († 19. října 1949)
- 10. června – Antonín Pospíšil, československý politik († 15. června 1973)
- 12. června – Antonín Devátý, houslista, dirigent a hudební skladatel († 25. května 1984)
- 14. června – Ján Oliva, československý bankéř, politik († 12. června 1982)
- 18. června – Josef Maleček, hokejista († 26. září 1982)
- 20. června – Karel Hromádka, fotbalista († 27. listopadu 1968)
- 23. června – Vilém Bohumír Hauner, knihař († říjen 1982)
- 10. července – Josef Václav Bečka, jazykovědec († 5. června 1992)
- 11. července – Vladimír Šacha, spisovatel († 6. července 1986)
- 16. července – Saša Machov, tanečník a choreograf († 23. června 1951)
- 19. července
  - Jakub Pavel, historik umění a památkář († 10. května 1974)
  - Anna Cydrichová, spisovatelka († 15. září 1994)
- 23. července – Hana Skoumalová, překladatelka († 18. října 1999)
- 24. července – Vojtěch Budinský-Krička, slovenský archeolog († 5. ledna 1993)
- 26. července – František Křelina, spisovatel († 25. října 1976)
- 4. srpna – Miloslav Valouch, fyzik a politik († 13. března 1976)
- 5. srpna – Arnošt Okáč, analytický chemik († 24. září 1980)
- 13. srpna – František Maria Černý, funkcionalistický architekt († 9. září 1978)
- 22. srpna
  - Fanda Mrázek, herec, komik († 13. října 1970)
  - René Wellek, literární vědec († 10. listopadu 1995)
- 28. srpna – Gusta Fučíková, komunistická politička († 25. března 1987)
- 29. srpna – Josef Šimandl, violoncellista († 14. prosince 1981)
- 30. srpna – Bohumil Laušman, československý politik († 9. května 1963)
- 7. září – Emil Synek, spisovatel († 12. dubna 1993)
- 14. září – Oldřich Pecl, právník, oběť komunistického teroru († 27. června 1950)
- 22. září
  - Josef Hulínský, komunistický poslanec († říjen 1961)
  - Jaroslav Šulc, spisovatel († 22. července 1977)
- 23. září – Jan Buchvaldek, komunistický politik († 2. dubna 1983)
  - Jarmila Svatá, herečka a spisovatelka († 29. dubna 1964)
- 25. září
  - Ladislav Kobsinek, československý fašista († 1988)
  - Božena Machačová-Dostálová, československá politička, ministryně († 20. května 1973)
- 27. září – Jožka Baťa, zlínský patriot, výtvarník, spisovatel a sběratel († 13. října 1943)
- 30. září – Alois Bohdan Brixius, cestovatel,orientalista a spisovatel († 19. února 1959)
- 6. října
  - Marie Dušková, dělnická spisovatelka († 15. prosince 1968)
  - Josef Kunský, geomorfolog († 21. září 1977)
- 7. října – František Kutnar, historik († 11. září 1983)
- 9. října – Karel Steklý, herec, scenárista a režisér († 5. července 1987)
- 12. října – Václav Bouček, komunistický poslanec († ?)
- 14. října – František R. Kraus, spisovatel, novinář a člen protinacistického odboje († 19. května 1967)
- 16. října – Vladimír Šmeral, divadelní a filmový herec († 15. března 1982)
- 21. října – Jaroslav Šulc, paleontolog († 20. května 1943)
- 22. října – Jaroslav Janouch, spisovatel, redaktor, překladatel († 7. září 1970)
- 25. října – Miroslav Jiroušek, matematik a hudební skladatel († 6. dubna 1983)
- 28. října – Bohuslav Kozák, malíř († 13. listopadu 1938)
- 2. listopadu – Albert Pilát, mykolog a botanik († 29. května 1974)
- 3. listopadu – Karel Bodlák, učitel a spisovatel († 1. února 1989)
- 6. listopadu
  - Eduard Světlík, malíř († 8. března 1970)
  - Jan Blahoslav Čapek, spisovatel, komeniolog, literární historik a kritik († 10. září 1982)
- 17. listopadu – Ema Řezáčová, spisovatelka († 29. června 1997)
- 26. listopadu – Alice Herzová-Sommerová, klavíristka
- 29. listopadu – Ida Ertingerová, komunistická poslankyně († ?)
- 3. prosince – Jan Vostrčil, kapelník a filmový herec († 25. ledna 1985)
- 5. prosince – Pavel Glos, farář, antifašista a spisovatel († 14. dubna 1985)
- 20. prosince – Josef Dostál, botanik († 12. května 1999)
- 23. prosince – Jaroslav Kašpar, příslušník zahraničního protinacistického a protikomunistického odboje († 24. ledna 1995)
- 27. prosince
  - Jan Gajdoš, gymnasta († 19. listopadu 1945)
  - František Vnouček, herec († 24. června 1960)

### Svět

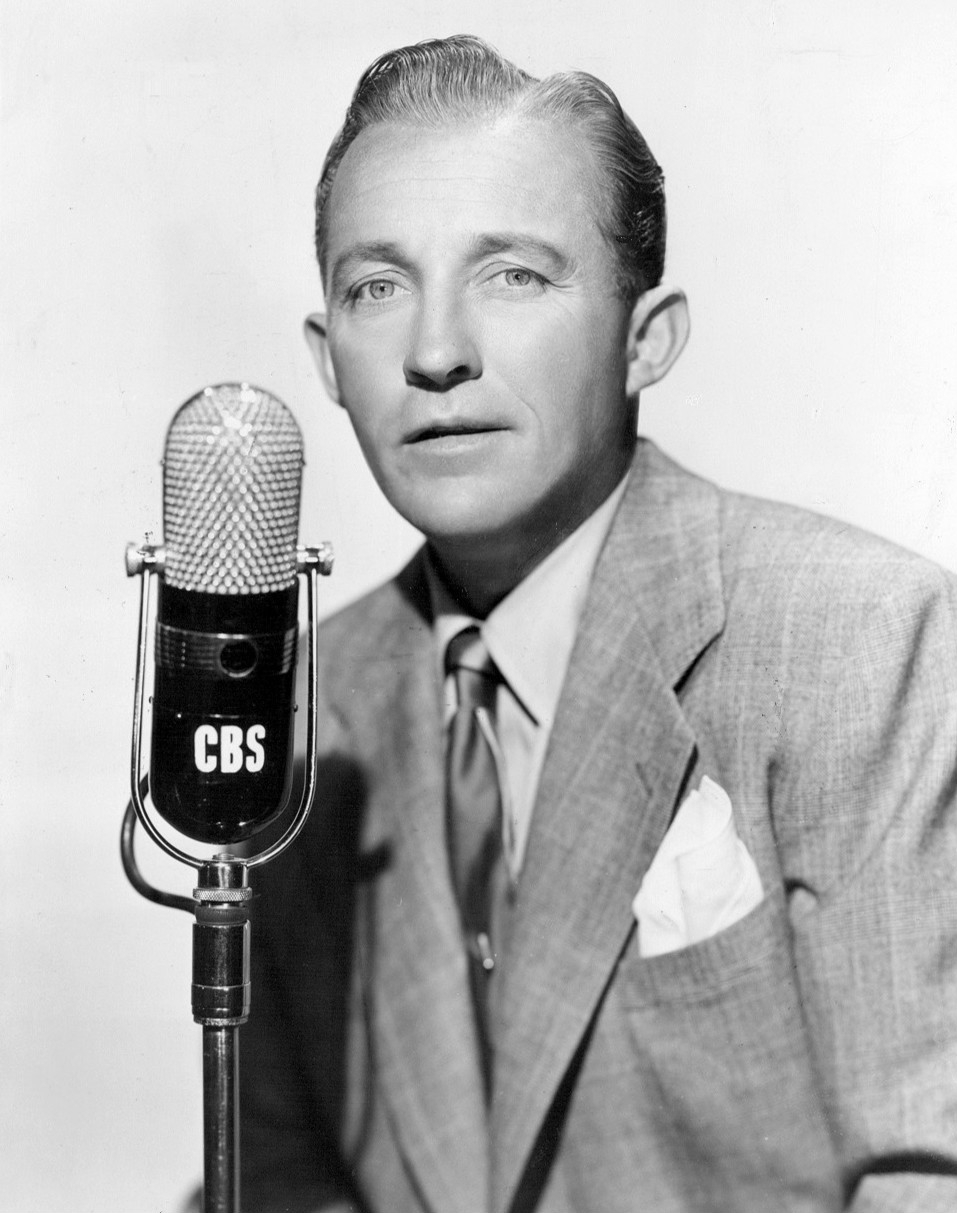
Bing Crosby (* 3. května)

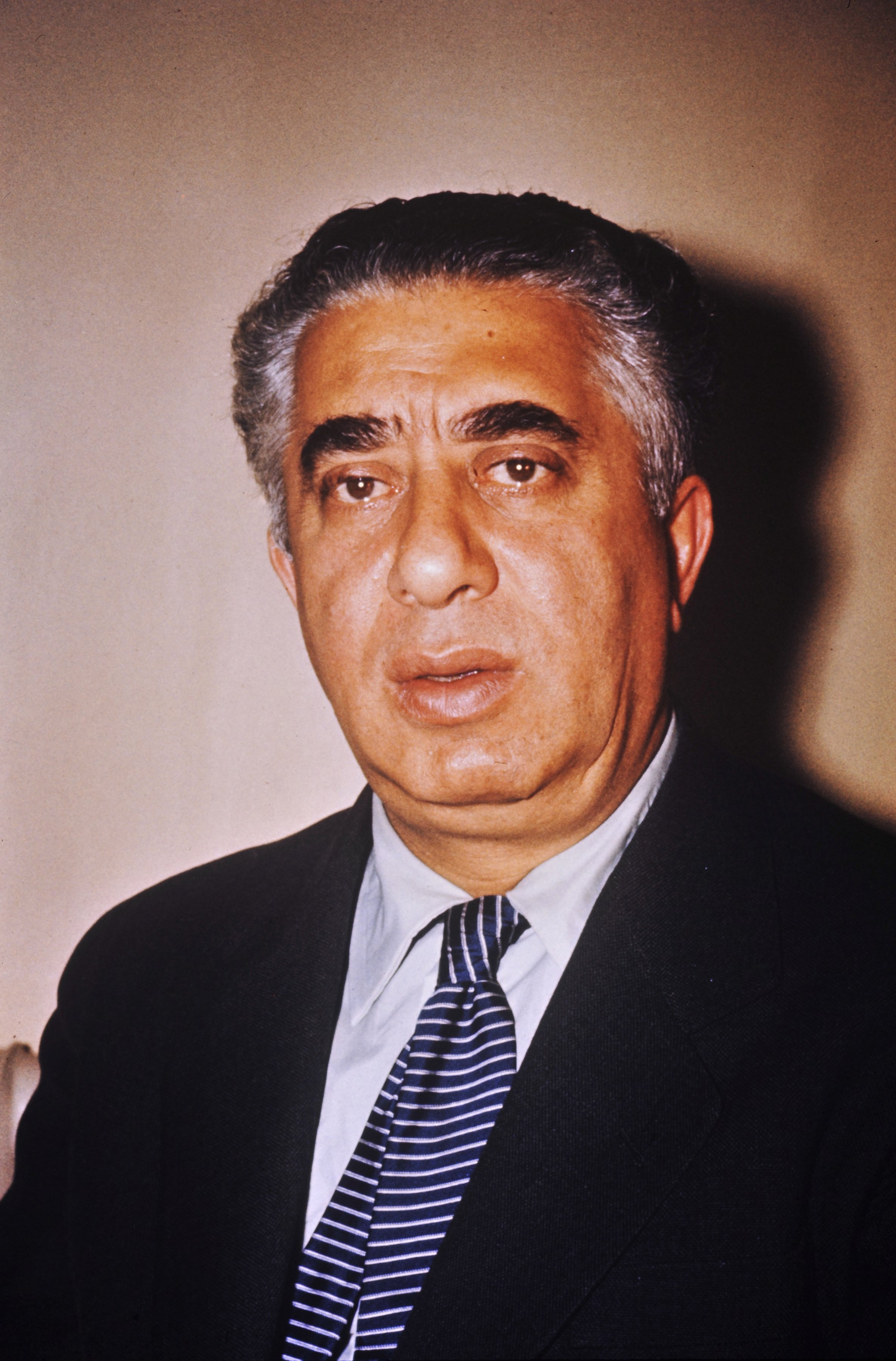
Aram Chačaturjan (* 6. června)

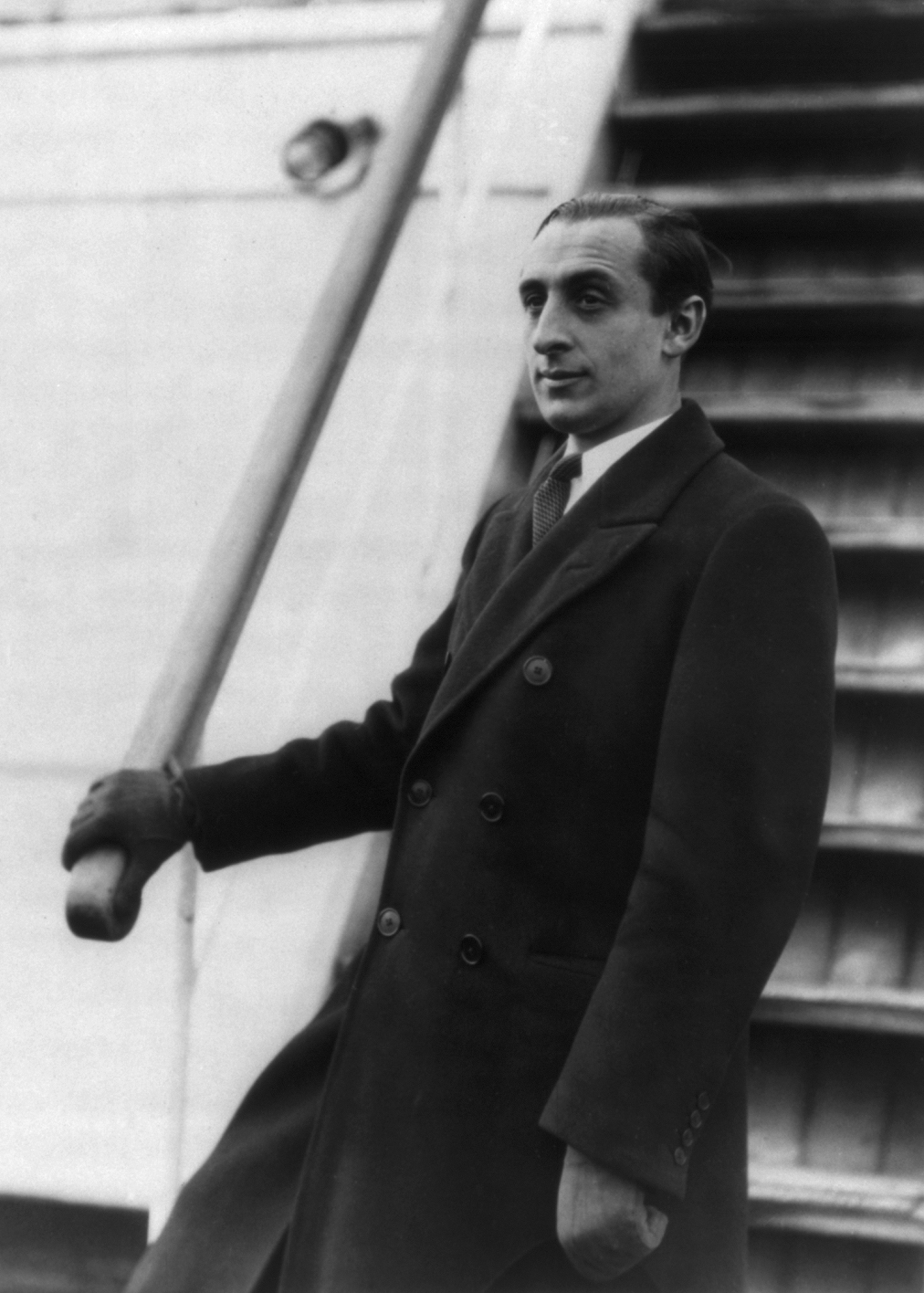
Vladimir Horowitz (* 1. října)

- 2. ledna – Kane Tanakaová, druhý nejstarší žijící člověk na světě v historii lidstva († 19. dubna 2022)
- 3. ledna – Alexandr Alfredovič Bek, ruský sovětský spisovatel a novinář († 2. listopadu 1972)
- 4. ledna – Georg Elser, neúspěšný německý atentátník na Adolfa Hitlera († 9. dubna 1945)
- 7. ledna
  - Hooley Smith, kanadský hokejista († 24. srpna 1963)
  - Antanas Sniečkus, litevský komunistický vůdce († 22. ledna 1974)
- 8. ledna – Igor Kurčatov, sovětský jaderný fyzik († 7. února 1960)
- 9. ledna – Gioacchino Colombo, italský konstruktér († 27. dubna 1987)
- 10. ledna
  - Barbara Hepworthová, britská sochařka († 20. května 1975)
  - Flaminio Bertoni, italský automobilový konstruktér, malíř, sochař a architekt († 7. února 1964)
- 11. ledna – Alan Paton, jihoafrický spisovatel († 12. dubna 1988)
- 13. ledna – Ruth Harriet Louise, americká profesionální fotografka († 12. října 1940)
- 27. ledna – John Carew Eccles, australský neurofyziolog († 5. května 1997)
- 28. ledna – Julij Mejtus, ukrajinský hudební skladatel († 2. dubna 1997)
- 29. ledna
  - Zvonimír Eichler, chorvatsko-český malíř († 17. února 1975)
  - Ješajahu Leibowitz, izraelský filozof († 18. srpna 1994)
- 31. ledna
  - Ivar Johansson, švédský zápasník, olympijský vítěz († 4. srpna 1979)
  - Jan Schwarzenberg, rakouský diplomat († 26. května 1978)
- 6. února
  - Claudio Arrau, chilsko-americký klavírista († 9. června 1991)
  - Imre Benoschofsky, maďarský vrchní rabín († 5. července 1970)
- 8. února – Tunku Abdul Rahman, první malajsijský premiér († 6. prosince 1990)
- 10. února
  - Waldemar Hoven, nacistický válečný zločinec († 2. června 1948)
  - Matthias Sindelar, rakouský fotbalista († 23. ledna 1939)
- 12. února – Fernand Oubradous, francouzský fagotista, skladatel a pedagog († 6. ledna 1986)
- 13. února
  - Georgij Michajlovič Berijev, sovětský letecký konstruktér († 12. července 1979)
  - Georges Simenon, belgický spisovatel († 4. září 1989)
- 17. února – Oľga Adamčíková, slovenská herečka († 16. srpna 1992)
- 18. února – Alexej Leonťjev, sovětský psycholog († 21. ledna 1979)
- 21. února
  - Anaïs Nin, americká spisovatelka dánsko-kubánského původu († 14. ledna 1977)
  - Raymond Queneau, francouzský prozaik († 25. října 1976)
- 22. února
  - Frank Ramsey, britský matematik († 19. ledna 1930)
  - Hamdamšaltaneh Pahlaví, íránská princezna († 1. ledna 1978)
- 24. února
  - Irena Nemirovská, ruská spisovatelka píšící ve francouzštině († 17. srpna 1942)
  - Vladimir Bartol, slovinský spisovatel († 12. září 1967)
- 26. února
  - Jean Forge, Jan Fethke, polský režisér († 16. prosince 1980)
  - Orde Wingate, britský tvůrce speciálních vojenských jednotek († 24. března 1944)
  - Giulio Natta, italský chemik, Nobelova cena za chemii 1963 († 2. května 1979)
- 28. února – Vincente Minnelli, americký filmový a divadelní režisér († 25. července 1986)
- 4. března – Luis Carrero Blanco, španělský admirál a politik († 20. prosince 1973)
- 9. března
  - Fraňo Kráľ, slovenský básník a politik († 3. ledna 1955)
  - Daniel Okáli, slovenský literární kritik, publicista a politik († 23. listopadu 1987)
  - Józef Warszawski, polský kněz, filozof, spisovatel a odbojář († 1. listopadu 1997)
- 10. března – Bix Beiderbecke, americký jazzový kornetista, klavírista a hudební skladatel († 6. srpna 1931)
- 15. března
  - Józef Czechowicz, polský básník († 9. září 1939)
  - Edwin Rosskam, americký fotograf († 1985)
- 18. března – Galeazzo Ciano, italský diplomat († 11. ledna 1944)
- 22. března – Jochen Klepper, německý teolog, žurnalista a spisovatel († 11. prosince 1942)
- 24. března – Adolf Butenandt, německý biochemik († 18. ledna 1995)
- 26. března – Alexander Križka, slovenský spisovatel, pedagog, režisér a dramaturg († 9. prosince 1955)
- 27. března – Kurt Oberhauser, vrchní tajemník pražského gestapa († 18. dubna 1947)
- 3. dubna – Peter Huchel, německý básník, dramatik a editor († 30. dubna 1981)
- 6. dubna
  - Harold Eugene Edgerton, americký vynálezce stroboskopu († 4. ledna 1990)
  - Charles Jackson, americký spisovatel († 21. září 1968)
- 12. dubna
  - Jan Tinbergen, nizozemský ekonom, Nobelova cena za ekonomii 1969 († 9. června 1994)
  - František Krištof Veselý, slovenský herec, zpěvák a režisér († 13. března 1977)
- 17. dubna
  - Elena Hroboňová, slovenská pedagožka a poslankyně († 12. září 1961)
  - Grigorij Pjatigorskij, ukrajinský violoncellista († 6. srpna 1976)
  - Morgan Taylor, americký olympijský vítěz, 400 metrů překážek, 1924 († 16. února 1975)
- 19. dubna – Rae Jenkins, velšský houslista a hudební skladatel († 29. března 1985)
- 20. dubna – Nikolaus Heilmann, nacistický důstojník († 4. ledna 1945)
- 21. dubna – Hans Hedtoft, premiér Dánska († 29. ledna 1955)
- 24. dubna – José Antonio Primo de Rivera, španělský politik a právník, zakladatel Falangy († 20. listopadu 1936)
- 25. dubna – Andrej Nikolajevič Kolmogorov, sovětský matematik († 20. října 1987)
- 29. dubna – Nikolaj Ivanovič Krylov, velitel strategických raketových sil Sovětské armády († 9. února 1972)
- 2. května – Benjamin Spock, americký pediatr a publicista († 15. března 1998)
- 3. května – Bing Crosby, americký zpěvák a herec († 14. října 1977)
- 8. května – Fernandel, francouzský herec († 26. února 1971)
- 10. května – Hans Jonas, židovský filozof německého původu († 5. února 1993)
- 12. května – Wilfrid Hyde-White, britský herec († 6. května 1991)
- 15. května – Jean Cavaillès, francouzský filozof a matematik († 17. února 1944)
- 24. května – Władysław Orlicz, polský matematik († 9. srpna 1990)
- 28. května – Werner Hartmann, švýcarský malíř († 13. listopadu 1981)
- 29. května – Bob Hope, americký herec a moderátor († 27. července 2003)
- 2. června – Max Aub, španělský spisovatel († 22. července 1972)
- 4. června – Jevgenij Mravinskij, ruský dirigent († 19. ledna 1988)
- 6. června
  - Ceri Richards, velšský malíř († 9. listopadu 1971)
  - Aram Chačaturjan, rusko-arménský skladatel († 1. května 1978)
- 8. června – Marguerite Yourcenarová, francouzská spisovatelka († 17. prosince 1987)
- 9. června – Felice Bonetto, italský automobilový závodník, F1 († 21. listopadu 1953)
- 10. června – Friedrich Born, švýcarský diplomat († 14. ledna 1963)
- 14. června
  - Pavol Blaho, slovenský a exilový politik († 1987)
  - Alonzo Church, americký matematik († 11. srpna 1995)
- 15. června – Hilde Zaloscer, rakouská egyptoložka a spisovatelka († 20. prosince 1999)
- 17. června – William Vallance Douglas Hodge, skotský matematik († 7. červenec 1975)
- 18. června – Richard Armstrong, britský spisovatel († 1986)
- 22. června
  - John Dillinger, americký bankovní lupič († 22. července 1934)
  - Džiró Horikoši, japonský letecký konstruktér († 11. ledna 1982)
- 23. června – Hans Christian Branner, dánský spisovatel († 23. dubna 1966)
- 25. června – George Orwell, britský novinář, esejista a[spisovatel († 21. ledna 1950)
- 1. července – Amy Johnsonová, britská pilotka († 5. ledna 1941)
- 2. července
  - Alec Douglas-Home, britský politik († 9. října 1995)
  - Olaf V., norský král († 17. ledna 1991)
- 4. července – Corrado Bafile, italský vatikánský diplomat, kardinál († 3. února 2005)
- 7. července – Steven Runciman, britský historik († 1. listopadu 2000)
- 10. července – John Wyndham, britský spisovatel († 11. března 1969)
- 11. července – Viljam Genrichovič Fišer, Rudolf Abel, ruský špión († 15. listopadu 1971)
- 14. července – Irving Stone, americký spisovatel († 26. srpna 1989)
- 21. července – Russell Lee, americký novinářský fotograf († 28. srpna 1986)
- 22. července
  - Ami Asaf, izraelský politik († 17. května 1963)
  - Johannes de Klerk, prezident Jihoafrické republiky († 24. ledna 1979)
- 27. července – Michail Stasinopulos, řecký právník, politik, spisovatel, prezident († 31. října 2002)
- 3. srpna – Habíb Burgiba, první tuniský prezident († 6. dubna 2000)
- 4. srpna – Fraňo Štefunko, slovenský sochař, řezbář a spisovatel († 6. dubna 1974)
- 5. srpna
  - Boris Gmirja, ukrajinský operní pěvec († 1. srpna 1969)
  - Igor Vsevoložskij, ruský sovětský spisovatel († 9. září 1967)
- 7. srpna – Ralph Bunche, americký diplomat († 9. prosince 1971)
- 10. srpna – Ján Marták, literární historik, kritik, publicista a politik († 24. října 1982)
- 15. srpna – Werner Ostendorff, nacistický generál († 5. května 1945)
- 18. srpna – Zynovij Kovalyk, polský mučedník a katolický světec († 1941)
- 19. srpna – Kathrine Kressmann Taylor, americká spisovatelka († 14. července 1996)
- 23. srpna – Matúš Černák, slovenský politik a diplomat († 5. července 1955)
- 24. srpna – Claude Hopkins, americký jazzový klavírista a aranžér († 19. února 1984)
- 25. srpna
  - Bruno Bettelheim, americký psycholog († 13. března 1990)
  - Arpad Elo, americký fyzik maďarského původu († 5. listopadu 1992)
- 26. srpna – Jicchak Berenblum, izraelský biochemik († 18. dubna 2000)
- 28. srpna – Thure Sjöstedt, švédský zápasník, olympijský vítěz 1928 († 2. května 1956)
- 30. srpna – Jožo Nižnánsky, slovenský spisovatel († 7. března 1976)
- 31. srpna – Vladimir Jankélévitch, francouzský filozof a muzikolog († 6. června 1985)
- 4. září – Robert Milton Zollinger, americký chirurg († 12. června 1992)
- 6. září – William Ross Ashby, britský kybernetik († 15. listopadu 1972)
- 7. září – Adolph Giesl-Gieslingen, rakouský konstruktér lokomotiv († 11. února 1992)
- 9. září – Frederic Tootell, americký olympijský vítěz v hodu kladivem z roku 1924 († 29. září 1964)
- 11. září – Theodor W. Adorno, německý filozof († 6. srpna 1969)
- 13. září – Claudette Colbertová, americká herečka († 30. července 1996)
- 15. září – Roy Acuff, americký country zpěvák († 23. listopadu 1992)
- 19. září – Johann Schalk, německý stíhač († 9. listopadu 1987)
- 22. září – Joe Valachi, americký mafián († 3. dubna 1971)
- 25. září – Mark Rothko, americký malíř († 25. února 1970)
- 1. října
  - Vladimir Horowitz, rusko-americký pianista († 5. listopadu 1989)
  - Pierre Veyron, francouzský automobilový závodník († 2. listopadu 1970)
- 4. října
  - Medard Boss, švýcarský psychiatr († 21. prosince 1990)
  - Ernst Kaltenbrunner, rakouský nacismus|nacista († 16. října 1946)
  - John Vincent Atanasoff, americký fyzik a vynálezce († 15. června 1995)
- 5. října – Marion King Hubbert, americký geolog († 11. října 1989)
- 6. října – Ernest Thomas Sinton Walton, irský fyzik, Nobelova cena za fyziku 1951 († 25. června 1995)
- 8. října – Ferenc Nagy, maďarský politik,předseda vlády († 12. června 1979)
- 13. října – Takidži Kobajaši, japonský spisovatel († 20. února 1933)
- 16. října – Big Joe Williams, americký bluesový hudebník († 17. prosince 1982)
- 17. října
  - Andrej Antonovič Grečko, sovětský voják a politik († 26. dubna 1976)
  - Nathanael West, americký spisovatel a scenárista († 22. prosince 1940)
  - Peter Zaťko, slovenský ministr († 10. ledna 1978)
- 18. října
  - Ernst David Bergmann, izraelský jaderný fyzik († 6. dubna 1975)
  - Lina Radkeová, německá olympijská vítězka v běhu na 800 metrů z roku 1928 († 14. února 1983)
- 19. října
  - Jisra'el Amir, první velitel izraelského letectva († 1. listopadu 2002)
  - Jean Delsarte, francouzský matematik († 28. listopadu 1968)
- 22. října – George Wells Beadle, americký genetik, Nobelova cena za chemii 1958 († 9. června 1989)
- 23. října – Richard Thomalla, německý nacistický válečný zločinec († 12. května 1945)
- 25. října – Chaim Michael Dov Weissmandl, rabín, který v době 2. světové války usiloval o záchranu Židů († 29. listopadu 1957)
- 28. října – Evelyn Waugh, britský spisovatel († 10. dubna 1966)
- 30. října – Helena Rakousko-Toskánská, rakouská arcivévodkyně a vévodkyně württemberská († 8. září 1924)
- 31. října – Joan Robinsonová, britská ekonomka († 5. srpna 1983)
- 1. listopadu – Nicolae Ionescu, rumunský fotograf († 1974)
- 2. listopadu – Albert Hassler, francouzský hokejista († 22. září 1994)
- 3. listopadu – Walker Evans, americký fotograf († 10. dubna 1975)
- 4. listopadu – Watchman Nee, čínský křesťanský kazatel a spisovatel († 30. května 1972)
- 5. listopadu – Roy Stryker, americký ekonom a fotograf († 27. září 1975)
- 7. listopadu – Konrad Lorenz, rakouský zoolog († 27. února 1989)
- 9. listopadu – Léon-Étienne Duval, francouzsko-alžírský kardinál († 30. května 1996)
- 11. listopadu – Hermanni Pihlajamäki, finský zápasník, zlato na OH 1932 († 4. června 1982)
- 18. listopadu – Jóko Óta, japonská spisovatelka († 10. prosince 1963)
- 19. listopadu – Andrej Žarnov, slovenský básník, překladatel a lékař († 16. března 1982)
- 25. listopadu – William DeHart Hubbard, americký olympijský vítěz ve skoku do dálky 1924 († 23. června 1976)
- 27. listopadu
  - E. L. T. Mesens, belgický galerista, spisovatel, básník, malíř a hudebník († 13. května 1971)
  - Lars Onsager, norský fyzikální chemik, Nobelova cena za chemii 1968 († 5. října 1976)
- 28. listopadu – Alois Wünsche-Mitterecker, německý malíř a sochař († 13. prosince 1975)
- 1. prosince – Mikuláš Franek, slovenský a exilový politik († 1968)
- 4. prosince – Aaron Siskind, americký fotograf († 8. února 1991)
- 5. prosince
  - Arnold Gingrich, zakladatel a editor časopisu Esquire († 9. července 1976)
  - Cecil Powell, britský fyzik, nositel Nobelovy ceny za fyziku 1950 († 9. srpna 1969)
  - Johannes Heesters, nizozemský herec († 24. prosince 2011)
- 10. prosince – Adolf Weinhold, slovenský důstojník, organizátor Slovenského národního povstání († září 1944)
- 15. prosince – Alžběta Helena Thurn-Taxis, thurn-taxiská princezna, míšeňská markraběnka a titulární saská královna († 22. října 1976)
- 16. prosince – Harold Whitlock, britský olympijský vítěz v chůzi na 50 km, OH 1936 († 27. prosince 1985)
- 17. prosince – Erskine Caldwell, americký spisovatel a novinář († 11. dubna 1987)
- 19. prosince
  - François Perroux, francouzský ekonom († 2. června 1987)
  - George Davis Snell, americký genetik, Nobelova cena za fyziologii a medicínu 1980 († 6. června 1996)
- 23. prosince – Bolesław Kominek, polský arcibiskup a kardinál († 10. března 1974)
- 25. prosince – Ján Bendík, slovenský poslanec († 25. února 1970)
- 27. prosince – Hermann Volk, mohučský biskup, teolog a kardinál († 1. července 1988)
- 28. prosince – John von Neumann, maďarský matematik († 8. února 1957)

## Úmrtí
Viz též Kategorie:Úmrtí v roce 1903 — automatický abecedně řazený seznam

### Česko

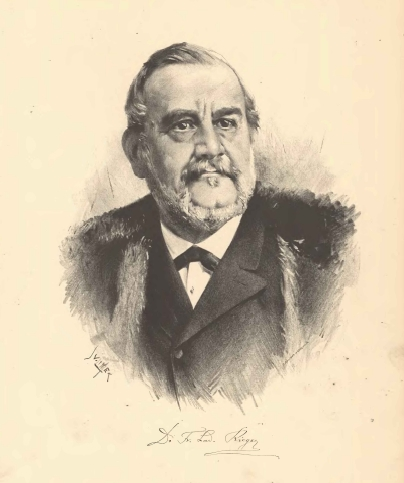
František Ladislav Rieger (3. března)

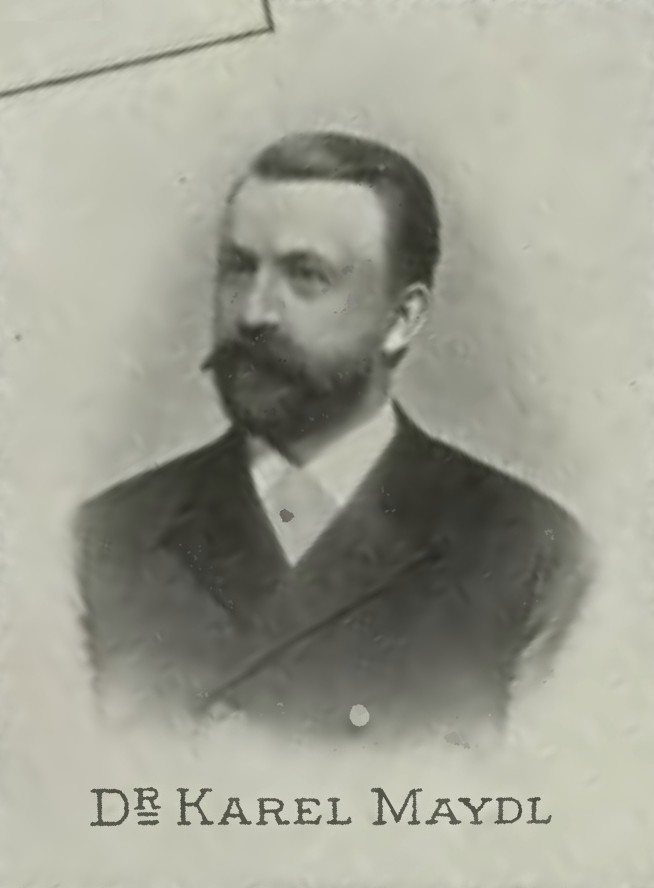
Prof. MUDr. Karel Maydl (8. srpna)

- 4. ledna – Sylvestr Krnka, puškař a vynálezce (* 31. prosince 1825)
- 18. ledna
  - Emanuel Krescenc Liška, malíř (* 19. dubna 1852)
  - Jindřich Opper, novinář (* 28. prosince 1825)
- 8. února – Karel Eduard z Lány, evangelický hodnostář (* 1838)
- 14. února – Alžběta Františka Marie Habsbursko-Lotrinská, rakouská arcivévodkyně (* 17. ledna 1831)
- 21. února – František Josef Studnička, matematik (* 27. června 1836)
- 28. února – Antonín Gruda, slezský národní buditel (* 17. srpna 1836)
- 3. března – František Ladislav Rieger, staročeský politik (* 10. prosince 1818)
- 5. březen – Josef Bergmann, kanovník katedrální kapituly u sv. Štěpána v Litoměřicích (* 22. ledna 1831)
- 6. března – Tomáš Václav Bílek, učitel a historik (* 30. září 1819)
- 7. března – Leopoldina Ortová, herečka (* 18. února 1847)
- 11. března – Adolf Pštros, herec (* 18. prosince 1851)
- 17. března – Vojta Slukov, herec (* 25. července 1847)
- 23. března – Karel Holub, puškař (* 26. ledna 1830)
- 27. března – Marie Dostalová, malířka (* 15. července 1877)
- 11. dubna – Václav Vlastimil Hausmann, hudební skladatel a publicista (* 2. ledna 1850)
- 12. dubna – Jan Nevole, architekt (* 15. dubna 1812)
- 13. dubna – Jan Herzer, překladatel z francouzštiny, autor slovníků a učebnic (* 13. listopadu 1850)
- 15. dubna – Karel Tomíček, advokát a politik (* 11. března 1814)
- 16. dubna – Josef Hanel, teolog, kanovník olomoucké kapituly (* 18. března 1849)
- 6. května
  - Jiří Bittner, herec (* 23. ledna 1846)
  - Beneš Metod Kulda, spisovatel (* 18. března 1820)
  - Jan Zeyer, architekt a stavitel (* 21. března 1847)
- 12. května – Hans Watzek, rakouský fotograf narozený v Čechách (* 20. prosince 1848)
- 13. května – Ferdinand Marjánko, novinář, básník a překladatel (* 31. května 1845)
- 14. května – Johann Ledebur-Wicheln, šlechtic a politik (* 30. května 1842)
- 17. května – Karel Šebor, skladatel (* 13. srpna 1843)
- 20. května – Josef Böhm, sídelní kanovník litoměřické kapituly (* 19. června 1827)
- 21. května – Emilián Skramlík, pražský podnikatel a komunální politik (* 11. října 1834)
- 17. června – Jan Radimský, šlechtic a politik (* 20. května 1840)
- 15. července – Eugen Miroslav Rutte, hudební skladatel a publicista (* 13. srpna 1855)
- 19. července – František Samec, politik, starosta Týna nad Vltavou (* 1834)
- 22. července – Josef Jakub Toužimský, novinář a spisovatel (* 9. března 1848)
- 23. července – Eduard Weyr, matematik (* 22. června 1852)
- 8. srpna – Karel Maydl, chirurg (* 10. března 1853)
- 18. srpna – Jan Duchoslav Panýrek, středoškolský profesor, popularizátor fyziky a chemie, básník (* 19. června 1830)
- 26. srpna – Wilhelm Elsner, operní pěvec německé národnosti (* 10. listopadu 1869)
- 28. srpna – August Labitzky, houslista, dirigent a hudební skladatel (* 22. října 1832)
- 19. září – Aliye Sultan, osmanská princezna (sultánka), dcera sultána Murada V. (* 24. srpna 1880)
- 26. září – Antonín Procházka, sochař (* 24. června 1849)
- 10. října – Václav Mollenda, spisovatel, básník a policejní úředník (* 30. října 1840)
- 14. října – Antonín Reissenzahn, pražský továrník (* 1850)
- 18. listopadu – Eduard Brzorád, politik (* 8. prosince 1857)
- 28. listopadu – Jan Jaroš, poslanec Českého zemského sněmu a Říšské rady (* 12. října 1853)
- 3. prosince – Anna Forchheimová-Rajská, herečka (* 1822)
- 11. prosince – Jan Kruliš, architekt a stavební podnikatel (* 24. června 1829)
- 14. prosince – Josef Dumek, zemědělský pedagog a spisovatel (* 16. dubna 1844)

### Svět

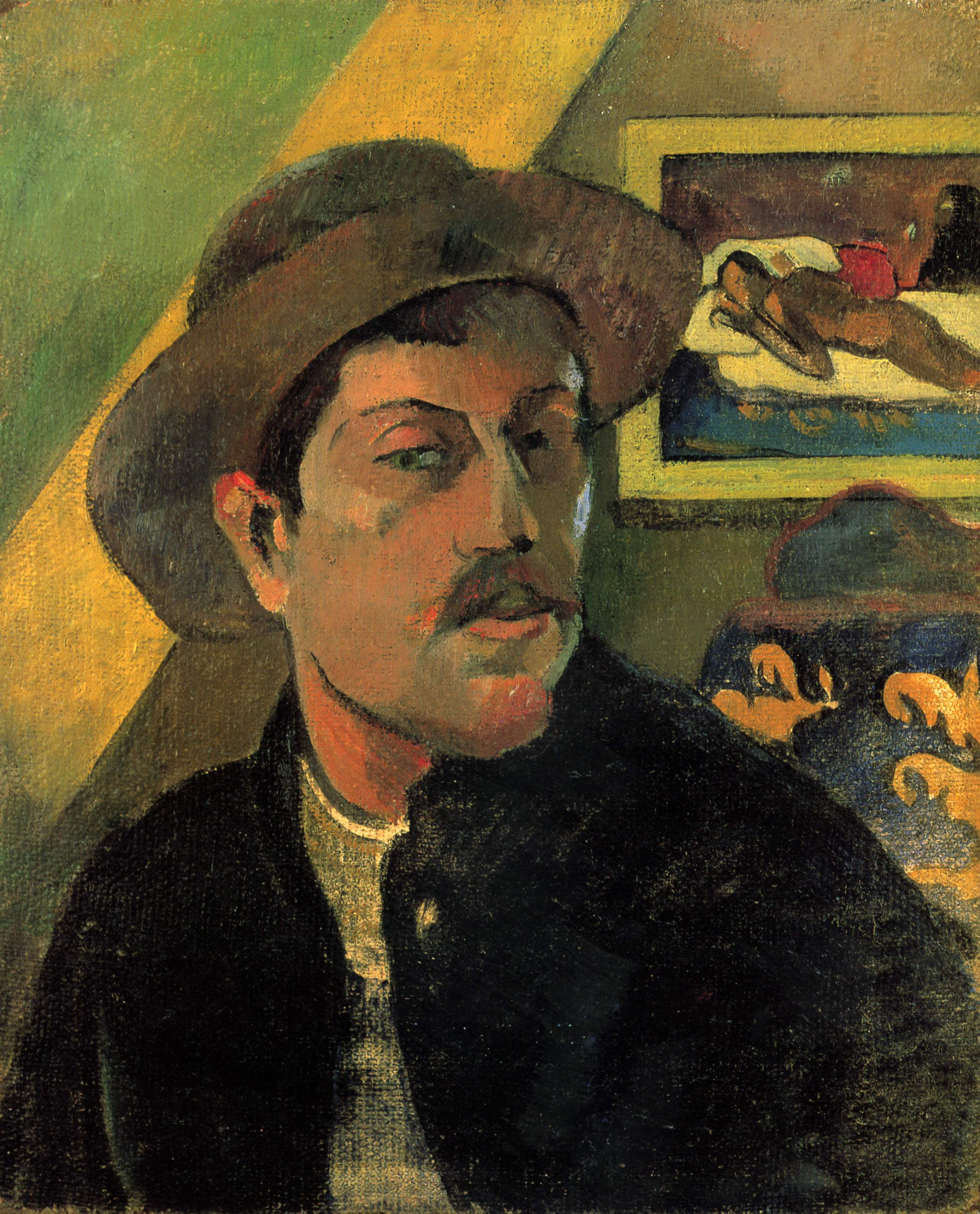
Paul Gauguin († 8. května)

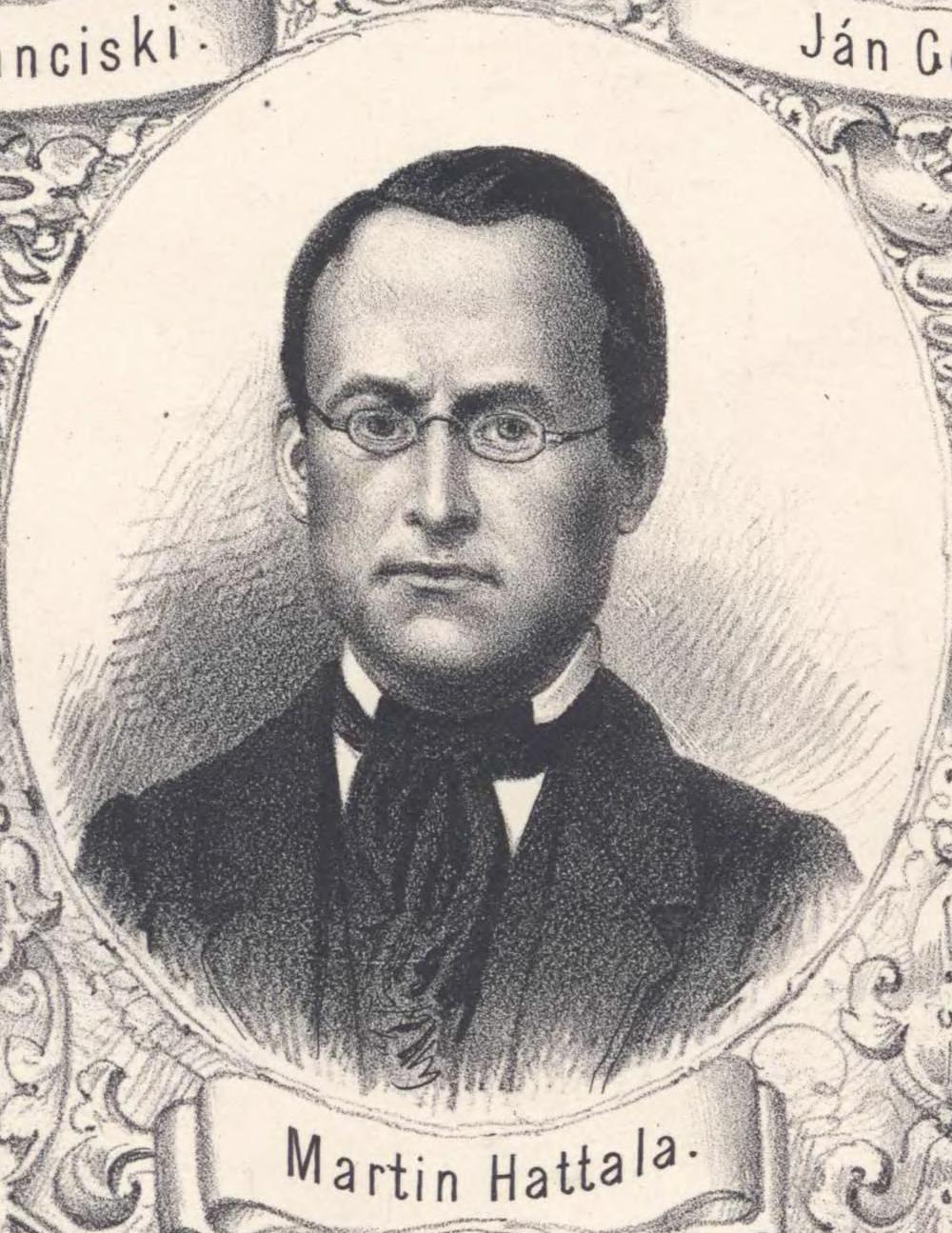
Martin Hattala († 11. prosince)

- 1. ledna – Ernst Friedländer, německý archivář (* 28. srpna 1841)
- 3. ledna – Alois Hitler, rakouský celník, otec Adolfa Hitlera (* 7. června 1837)
- 24. ledna – Petko Karavelov, bulharský politik (* 24. března 1843)
- 1. února – George Gabriel Stokes, irský matematik, fyzik a politik (* 13. srpna 1819)
- 5. února – William Shew, americký fotograf (* 1820)
- 17. února – Joseph Parry, velšský hudební skladatel (* 21. května 1841)
- 22. února – Hugo Wolf, rakouský skladatel (* 13. března 1860)
- 23. února – Jean-Baptiste Clément, francouzský šansoniér (* 30. května 1836)
- 26. února – Richard Gatling, americký vynálezce (* 12. září 1818)
- 7. března – – István Bittó, uherský politik a předseda vlády (* 3. května 1822)
- 17. března – Mary Georgina Filmer, britská fotografka a průkopnice fotografické koláže (* 1838)
- 11. dubna – Gemma Galganiová, italská křesťanská světice (* 12. března 1878)
- 27. dubna – Viktor Hübner, rakouský politik (* 13. března 1838)
- 28. dubna – Josiah Willard Gibbs, americký fyzik a chemik (* 11. února 1839)
- 30. dubna – François Crépin, belgický botanik (* 30. října 1830)
- 4. května – Goce Delčev, bulharsko-makedonský revolucionář (* 4. února 1872)
- 8. května – Paul Gauguin, francouzský impresionistický malíř (* 7. června 1848)
- 12. května – Hans Watzek, rakouský fotograf (* 20. prosince 1848)
- 20. května – Konstantin Michajlovič Staňukovič, ruský spisovatel (* 30. března 1843)
- 25. května – Marcel Renault, francouzský automobilový konstruktér (* 1872)
- 29. května – Draga Mašínová, srbská královna (* 23. září 1861)
- 9. června – Gaspar Núñez de Arce, španělský básník (* 4. srpna 1834)
- 10. června – Victorin de Joncières, francouzský hudební skladatel a kritik (* 12. dubna 1839)
- 11. června – Alexandr I. Obrenović, srbský král (* 14. srpna 1876) s manželkou Dragou Mašínovou (* 23. září 1864)
- 14. června – Carl Gegenbaur, německý anatom (* 21. srpna 1826)
- 3. července – Harriet Laneová, první dáma USA, neteř prezidenta Jamese Buchanana (* 9. května 1830)
- 13. července – Benjámin Kállay, ministr financí Rakouska-Uherska (* 22. prosince 1839)
- 14. července – Josef Stummer, předlitavský státní úředník a politik (* 28. září 1834)
- 20. července – papež Lev XIII. (* 2. března 1810)
- 1. srpna – Calamity Jane, americká hraničářka (* 1. května 1852)
- 22. srpna – Robert Cecil, britský politik (* 3. února 1830)
- 27. září – Charles Gordon-Lennox, 6. vévoda z Richmondu, britský státník a šlechtic (* 27. února 1818)
- 28. září – Jesús de Monasterio, španělský houslista a hudební skladatel (* 21. března 1836)
- 4. října – Otto Weininger, rakouský filozof (* 3. dubna 1880)
- 7. října – Rudolf Lipschitz, německý matematik (* 14. května 1832)
- 12. října – Ernst Giese, německý architekt (* 16. dubna 1832)
- 23. října – Robert William Wilcox, havajský politik (* 15. února 1855)
- 25. října – Ján Fadrusz, maďarský sochař (* 2. září 1858)
- 1. listopadu – Theodor Mommsen německý historik starověkých dějin a nositel Nobelovy ceny (* 30. listopadu 1817)
- 8. listopadu – Vasilij Vasiljevič Dokučajev, ruský pedogeograf (* 1. března 1846)
- 13. listopadu – Camille Pissarro, francouzský malíř (* 10. července 1830)
- 16. listopadu – Camillo Sitte, rakouský architekt a malíř (* 17. dubna 1843)
- 20. listopadu – Gaston de Chasseloup-Laubat, francouzský automobilový závodník (* 1867)
- 3. prosince – Meyliservet Kadınefendi, manželka osmanského sultána Murada V. (* cca 1854)
- 8. prosince – Herbert Spencer, britský sociolog a filozof (* 27. dubna 1820)
- 11. prosince
  - Martin Hattala, slovenský jazykovědec (* 4. listopadu 1821)
  - Heinrich Tønnies, dánský fotograf (* 10. května 1825)
- 23. prosince – Leopoldina Bádenská, princezna z Hohelohe-Langenburgu (* 22. února 1837)
- 25. prosince – Albert Schäffle, německý ekonom, předlitavský politik (* 24. února 1831)
- 28. prosince – Nikolaj Fjodorovič Fjodorov, ruský filozof (* 7. června 1829)

## Hlavy států
- České království – František Josef I.
- Papež – Lev XIII. / Pius X.
- Království Velké Británie – Eduard VII.
- Francie – Émile Loubet
- Uherské království – František Josef I.
- Rakouské císařství – František Josef I.
- Rusko – Mikuláš II.
- Prusko – Vilém II. Pruský
- Dánsko – Kristián IX.
- Švédsko – Oskar II.
- Belgie – Leopold II. Belgický
- Nizozemsko – Vilemína
- Řecko – Jiří I. Řecký
- Španělsko – Alfons XIII. Španělský
- Portugalsko – Karel I. Portugalský
- Itálie – Viktor Emanuel III.
- Osmanská říše – Abdulhamid II.
- USA – Theodore Roosevelt
- Japonsko – Meidži
- Čínské císařství – Kuang-Sü, fakticky: Cch'-si